# 东山口站
东山口站是广州地铁一号线和六号线的換乘站，位於中國广东省广州市越秀区中山路、农林下路、署前路和东华北路相交的十字路口地底。一號線車站於1999年2月16日啟用，六號線車站則在2013年12月28日啟用。

## 车站結構
东山口站目前分为两个站体：位于中山一路的1号线车站、以及位于署前路的6号线车站。两线站体大致成倒“L”字型，两线站厅通过付费区换乘通道，以及行人过街通道连接。周边为中山一路、署前路、內環路高架橋以及附近建築。
由于两线车站建设年代不同，两个車站的色系以及装修风格都有所不同：1号线为米黄色车站色系+红色花岗岩柱；6号线采用玻璃板以及卡其色的车站色系。

### 1号线楼层
1号线车站共设有两層。地下一層為站廳及換乘通道，并与行人过街通道相连；地下二層為1號線月台。
| 地下一层 | 1号线站厅             | 售票机、客服中心、商店、安检设施  |  |  |
|          | 换乘通道              | 前往 █6号线                       |  |  |
|          | 市政通道 （非付费区） | 地下行人过街通道                  |  |  |
| 地下二层 | 2 站台                | █1号线 西塱方向（下站：烈士陵园） |  |  |
|          | 岛式站台              |                                   |  |  |
|          | 1 站台                | █1号线 广州东站方向（下站：杨箕） |  |  |

### 6号线楼层
6号线车站共设有四層。地下一層為站廳，并与換乘通道和行人过街通道相连；地下二層為缓冲平台；地下三層為設備區；地下四層為6號線月台。
受地面环境所限，6号线车站采用明暗挖结合形式建设，其中站厅为明挖。本站原计划完成站台隧道建设后供盾构机通过，但左线隧道因征地拆迁工作滞后未能按时施工；而建设时国内盾构机缺乏，该区间的盾构机计划完工后转至3号线北延段工地施工。为保证3号线北延段按时在亚运前开通，同时避免盾构机长期停机造成经济损失，本站改用“先隧后站”方式建设，即盾构先行掘进，再采用矿山法扩挖站台隧道及横通道。
| 地下一层 | 6号线站厅             | 售票机、客服中心、母婴室、安检设施、文化艺术墙 经换乘通道前往 █1号线 |  |  |
|          | 市政通道 （非付费区） | 地下行人过街通道                                                     |  |  |
| 地下二层 | 缓冲平台              | 来往站台和站厅                                                       |  |  |
|          | 设备区                | 车站设备                                                             |  |  |
| 地下三层 | 设备区                | 车站设备                                                             |  |  |
| 地下四层 | 4 站台                | █6号线 潯峰崗方向（下站：东湖）                                      |  |  |
|          | 分离式站台            |                                                                      |  |  |
|          |                       | 卫生间；通道连接两侧站台                                             |  |  |
|          | 分离式站台            |                                                                      |  |  |
|          | 3 站台                | █6号线 香雪方向（下站：区庄）                                        |  |  |

### 站厅
東山口站有兩个站厅：1号线站厅和6号线站厅。東山口站的收费区设于1号线站厅的中部和南侧、6号线站廳的东北侧以及换乘通道，付費區通過换乘通道相連，非付費區則通過市政過街通道相通。1号线和6号线站厅的收费区各自设有多组扶手电梯、楼梯以及1台专用电梯可供乘客前往月台。由于1号线連接站台與站廳的专用电梯位处站厅的电梯门设于站台东侧的非收费区域，乘客使用時需要向車站工作人员求助以便協助使用。
受车站设计的所限，6号线车站部分無法设置直達站廳及站台的升降机，只能分開設置两台升降机，乘客如需乘坐升降机來往站厅和站台，都只能先抵達緩衝層，隨後再转乘另一部升降机。
作为6號線首期六個文化站之一，在6號線站廳設有以「印象東山 西韻情懷」為主題的文化藝術牆，主要內容為東山洋樓。柱面裝飾的內容亦為東山洋樓。
目前東山口站设有便利店、面包糕饼店等。车站商店全部设于1号线站厅，大部分均設於C出口旁，少数则设于D出入口旁。此外本站亦设有自動售賣機及自动售卡/充值机等设施。
另外，本站的母婴室设于6号线站台付费区处。

### 換乘
東山口站與楊箕站、黃沙站一樣，均採用經過兩線站廳的通道換乘模式。但與楊箕站不同的是，雖然是同樣直接利用原出入口通道作為換乘通道，但東山口站的通道較為寬敞，長度也較短。但在換乘通道與6號線站廳相接的位置，由於高度差較大，設置了一座較高的樓梯，同時設置了一條斜坡，供殘疾人士使用。

### 月台
本站1號線為島式月台，設於中山一路地底，6號線為設有一組同層的分離式月台，以島式月台的方式排列，設於署前路地底。另外，6号线在月台中南部之間設有暗挖的行人通道，本站的卫生间設於6號線月台北端。
另外，本站1號線月台東側設有一條存车线，可供列车折返。
两线月台上的書法字也有所区别，1号线采用的是华文新魏電腦書法字，6号线采用的是华文行楷電腦书法字。

### 出入口
东山口站共设有四个出入口，其中C出口、F出口均连通市政过街人行隧道。6號線站廳亦有一獨立出口直接通往該人行隧道。
本站原本设有A出入口，由于配合1、6号线的换乘通道建设于2009年11月30日停用并進行改建工程。现时原A出口通道已成為換乘通道，並劃入付費區，功能亦已被E出口取代。另外，D口旁原连通地下商场，地下商场亦设有连接地面的出入口供乘客直接前往达道路等地，后来因人流问题该商场关闭，同时地下商场出入口亦一同废弃。而D出口曾于2022年10月28日至2023年5月14日暂时封闭以加装扶梯。
|                                                     |                                                           |      |          | |
|                                                     |                                                           |      |          | |
| 編號                                                | 设施                                                      | 照片 | 出口指示 | 建議前往的目的地 |
| 1号线站廳                                           |                                                           |      |          | |
| C                                                   | 盲道标志 · 轮椅升降台标志 · 无障碍通道标志 · 扶手电梯标志 |      | 农林下路 | 市政通道、三育路、广东药科大学附属第一医院、東山公交站場、农林下路（广药附属一院）公交车站（北行）、农林东公交车站（西行）                             |
| D                                                   | 盲道标志 · 扶手电梯标志                                   |      | 農林上路 | 中山一路、省人大、农林东公交车站（西行） |
| 6号线站廳                                           |                                                           |      |          | |
| E                                                   | 盲道标志 · 扶手电梯标志                                   |      | 中山一路 | 署前路、达道路、共青團廣東省委員會、广州市越秀區少年宮、广州市越秀区图书馆、广州市第七中学、广州市培正中学、中共三大会址纪念馆、东山（署前路）公交总站 |
| F                                                   | 盲道标志 · 轮椅升降台标志                                 |      | 署前路   | 中山二路、東華北路、龜崗大馬路、东山口（东华北路）公交车站（东行）、东山口公交总站                                                                     |
| 註： 設有 \| 設有 \| 設有輪椅升降台 \| 設有扶手電梯 |                                                           |      |          | |

## 接駁交通
东山口站周边设有东山口、东山口（东华北路）、农林东、农林下路（广药附属一院）等多个巴士中途站，以及东山（署前路）、东山口（东华北路）、东山（东华北路）以及东山电车总站等巴士总站，方便乘客接驳巴士前往其它周边地区。
| 巴士 \| 编号 \| 编号 \| 线路 \| 线路 \| 线路 \| 收费 \| 备注 \| \| ---- \| ------ \| -------------------------- \| --------------------- \| ------------------------ \| --------------------- \| ------------------------------------------------------------------ \| \| \| 1 \| 芳村花园南门 \| ⇆ \| 东山（署前路） \| 2元 \| \| \| \| 16 \| 天平架 \| ⇆ \| 凤凰岗 \| 2元 \| \| \| \| 37 \| 赤沙（广东财经大学） \| ⇆ \| 东山口 \| 2元 \| \| \| \| 40 \| 东山（署前路） \| ⇆ \| 广医附属中医院 \| 2元 \| \| \| \| 44 \| 珠江医院 \| ⇆ \| 车陂 \| 3元 \| \| \| \| 63 \| 锦城花园（东风东） \| ⇆ \| 石槎路（金碧新城） \| 3元 \| \| \| \| 102 \| 东山 \| ⇆ \| 广钢新城（崇文二路） \| 2元 \| \| \| \| 106 \| 锦城花园（东风东） \| ⇆ \| 茶滘路 \| 2元 \| \| \| \| 107 \| 花城广场西 \| ⇆ \| 中山八路 \| 2元 \| 使用无轨电车或纯电动汽车运营 \| \| \| 108 \| 东山 \| ⇆ \| 南悦花苑 \| 2元 \| \| \| \| 112 \| 已于2025年3月2日停办 \| 已于2025年3月2日停办 \| 已于2025年3月2日停办 \| 已于2025年3月2日停办 \| 已于2025年3月2日停办 \| \| \| 129 \| 南國奧林匹克花園 \| ⇆ \| 錦城花園（东风东） \| 3元 \| \| \| \| 183 \| 广州火车东站 \| ⇆ \| 汾水小区 \| 2元 \| \| \| \| 192 \| 水荫路 \| ⇆ \| 珠江医院 \| 2元 \| \| \| \| 221 \| 锦城花园（东风东） \| ⇆ \| 沥滘 \| 2元 \| \| \| \| 222 \| 芳村丰年路（黄大仙祠） \| ⇆ \| 五羊邨 \| 2元 \| \| \| \| 223 \| 白云路 \| ⇆ \| 白云花园 \| 2元 \| \| \| \| 225 \| 滨江东路 \| ⇆ \| 机务段 \| 2元 \| \| \| \| 243 \| 员村（美林花园） \| ⇆ \| 革新路（光大花园） \| 3元 \| \| \| \| 247 \| 恒福路 \| ⇆ \| 南洲北路 \| 2元 \| \| \| \| 285 \| 云台花园 \| ⇆ \| 花地大道南（鹅公村） \| 3元 \| \| \| \| 287 \| 晓港湾 \| ⇆ \| 动物园（先烈中路） \| 2元 \| \| \| \| 299 \| 昌岗路 \| ⇆ \| 员村（绢麻厂） \| 2元 \| \| \| \| 502 \| 白云路 \| ⇆ \| 天健创意园 \| 2元 \| \| \| \| 541 \| 汇景新城东 \| ⇆ \| 恒宝广场 \| 2元 \| \| \| \| 542 \| 員村一横路 \| ⇆ \| 瑞寶鄉 \| 2元 \| \| \| \| 548 \| 大观路北（大观湿地公园） \| ⇆ \| 珠江泳场（海印公园） \| 3元 \| \| \| \| 551 \| 已于2024年11月9日停办 \| 已于2024年11月9日停办 \| 已于2024年11月9日停办 \| 已于2024年11月9日停办 \| 已于2024年11月9日停办 \| \| \| B5 \| 宝岗大道 \| ⇆ \| 黄埔港 \| 2元 \| \| \| \| B5快线 \| 已于2025年4月26日停办 \| 已于2025年4月26日停办 \| 已于2025年4月26日停办 \| 已于2025年4月26日停办 \| 已于2025年4月26日停办 \| \| \| B8 \| 宝岗大道 \| ⇆ \| 棠德花苑 \| 2元 \| \| \| \| 夜1 \| 芳村花园南门 \| ⇆ \| 东山（署前路） \| 3元 \| 芳村花园方向经经康乃馨花园，东山（署前路）方向经东漖镇 1路附属线路 \| \| \| 夜9 \| 车陂 \| ⇆ \| 黄石路 \| 4元 \| \| \| \| 夜10 \| 龙洞（广东金融学院） \| ⇆ \| 东山口 \| 3元 \| 39路附属线路 \| \| \| 夜15 \| 同德围（横滘村） \| ⇆ \| 广州火车东站 \| 3元 \| 71路附属线路 \| \| \| 夜27 \| 车陂 \| ⇆ \| 滘口客运站 \| 4元 \| 124路附属线路 \| \| \| 夜36 \| 芳村西塱 \| ⇆ \| 棠德花苑 \| 4元 \| \| \| \| 夜39 \| 科韵路 \| ⇆ \| 恆寶廣場 \| 3元 \| 541路附属线路 \| \| \| 夜40 \| 琶洲大桥北（美林花园东门） \| ⇆ \| 廣園新村 \| 3元 \| 284路附属线路 \| \| \| 夜78 \| 广州火车东站 \| ⇆ \| 中山八路 \| 3元 \| 107路附属线路，使用无轨电车或纯电动汽车运营 \| \| \| 夜93 \| 宝岗大道 \| ⇆ \| 大观路北（大观湿地公园） \| 4元 \| 548路附属线路 \| |        |                            |                       |                          |                       |                                                                    |
| 编号 | 编号   | 线路                       | 线路                  | 线路                     | 收费                  | 备注                                                               |
| | 1      | 芳村花园南门               | ⇆                     | 东山（署前路）           | 2元                   |                                                                    |
| | 16     | 天平架                     | ⇆                     | 凤凰岗                   | 2元                   |                                                                    |
| | 37     | 赤沙（广东财经大学）       | ⇆                     | 东山口                   | 2元                   |                                                                    |
| | 40     | 东山（署前路）             | ⇆                     | 广医附属中医院           | 2元                   |                                                                    |
| | 44     | 珠江医院                   | ⇆                     | 车陂                     | 3元                   |                                                                    |
| | 63     | 锦城花园（东风东）         | ⇆                     | 石槎路（金碧新城）       | 3元                   |                                                                    |
| | 102    | 东山                       | ⇆                     | 广钢新城（崇文二路）     | 2元                   |                                                                    |
| | 106    | 锦城花园（东风东）         | ⇆                     | 茶滘路                   | 2元                   |                                                                    |
| | 107    | 花城广场西                 | ⇆                     | 中山八路                 | 2元                   | 使用无轨电车或纯电动汽车运营                                       |
| | 108    | 东山                       | ⇆                     | 南悦花苑                 | 2元                   |                                                                    |
| | 112    | 已于2025年3月2日停办       | 已于2025年3月2日停办  | 已于2025年3月2日停办     | 已于2025年3月2日停办  | 已于2025年3月2日停办                                               |
| | 129    | 南國奧林匹克花園           | ⇆                     | 錦城花園（东风东）       | 3元                   |                                                                    |
| | 183    | 广州火车东站               | ⇆                     | 汾水小区                 | 2元                   |                                                                    |
| | 192    | 水荫路                     | ⇆                     | 珠江医院                 | 2元                   |                                                                    |
| | 221    | 锦城花园（东风东）         | ⇆                     | 沥滘                     | 2元                   |                                                                    |
| | 222    | 芳村丰年路（黄大仙祠）     | ⇆                     | 五羊邨                   | 2元                   |                                                                    |
| | 223    | 白云路                     | ⇆                     | 白云花园                 | 2元                   |                                                                    |
| | 225    | 滨江东路                   | ⇆                     | 机务段                   | 2元                   |                                                                    |
| | 243    | 员村（美林花园）           | ⇆                     | 革新路（光大花园）       | 3元                   |                                                                    |
| | 247    | 恒福路                     | ⇆                     | 南洲北路                 | 2元                   |                                                                    |
| | 285    | 云台花园                   | ⇆                     | 花地大道南（鹅公村）     | 3元                   |                                                                    |
| | 287    | 晓港湾                     | ⇆                     | 动物园（先烈中路）       | 2元                   |                                                                    |
| | 299    | 昌岗路                     | ⇆                     | 员村（绢麻厂）           | 2元                   |                                                                    |
| | 502    | 白云路                     | ⇆                     | 天健创意园               | 2元                   |                                                                    |
| | 541    | 汇景新城东                 | ⇆                     | 恒宝广场                 | 2元                   |                                                                    |
| | 542    | 員村一横路                 | ⇆                     | 瑞寶鄉                   | 2元                   |                                                                    |
| | 548    | 大观路北（大观湿地公园）   | ⇆                     | 珠江泳场（海印公园）     | 3元                   |                                                                    |
| | 551    | 已于2024年11月9日停办      | 已于2024年11月9日停办 | 已于2024年11月9日停办    | 已于2024年11月9日停办 | 已于2024年11月9日停办                                              |
| | B5     | 宝岗大道                   | ⇆                     | 黄埔港                   | 2元                   |                                                                    |
| | B5快线 | 已于2025年4月26日停办      | 已于2025年4月26日停办 | 已于2025年4月26日停办    | 已于2025年4月26日停办 | 已于2025年4月26日停办                                              |
| | B8     | 宝岗大道                   | ⇆                     | 棠德花苑                 | 2元                   |                                                                    |
| | 夜1    | 芳村花园南门               | ⇆                     | 东山（署前路）           | 3元                   | 芳村花园方向经经康乃馨花园，东山（署前路）方向经东漖镇 1路附属线路 |
| | 夜9    | 车陂                       | ⇆                     | 黄石路                   | 4元                   |                                                                    |
| | 夜10   | 龙洞（广东金融学院）       | ⇆                     | 东山口                   | 3元                   | 39路附属线路                                                       |
| | 夜15   | 同德围（横滘村）           | ⇆                     | 广州火车东站             | 3元                   | 71路附属线路                                                       |
| | 夜27   | 车陂                       | ⇆                     | 滘口客运站               | 4元                   | 124路附属线路                                                      |
| | 夜36   | 芳村西塱                   | ⇆                     | 棠德花苑                 | 4元                   |                                                                    |
| | 夜39   | 科韵路                     | ⇆                     | 恆寶廣場                 | 3元                   | 541路附属线路                                                      |
| | 夜40   | 琶洲大桥北（美林花园东门） | ⇆                     | 廣園新村                 | 3元                   | 284路附属线路                                                      |
| | 夜78   | 广州火车东站               | ⇆                     | 中山八路                 | 3元                   | 107路附属线路，使用无轨电车或纯电动汽车运营                        |
| | 夜93   | 宝岗大道                   | ⇆                     | 大观路北（大观湿地公园） | 4元                   | 548路附属线路                                                      |

## 利用狀況
東山口站處於中山一/二路、署前路、農林下路及東華北路四條道路的交匯處，東山電車總站也位處於附近，交通四通八達。同時本站也位於原東山區的中心地帶，除了住宅林立外，商業也相當發達，每日都車水馬龍。因此本站的客流一直居高不下，站內客流如織。在6號線開通後，本站的客流進一步上升。

## 历史

### 车站
東山口站最早出現在1988年的地下鐵道路網規劃的初步方案中，是1號線的一個中途站，位置已大致與現時相同。而在1997年的《廣州市城市快速軌道交通線網規劃研究（最終報告）》，東山口站被確定為當時1號線與3號線（現5號線）的換乘站。但由於當時車站建設已接近完成，並未能作出相關預留。在後來的2003年規劃中，本站改為1號線與6號線的換乘站。
1993年12月28日，1號綫正式開工興建。1999年2月16日，東山口站隨一號線全線通車而啟用。
2006年，6號綫正式開工興建。為配合6號線車站的建設，本站原A出口亦於2009年11月30日停用。2008年3月，东湖至黄花岗区间盾构成功穿越1号线上下行线。2013年12月28日，6號線正式通車，本站成為1號線和6號線的其中一個換乘車站。
2022年12月3日，因疑似有网民计划在该站外进行示威，本站应当局要求在当晚关闭。

### 東山口人行隧道

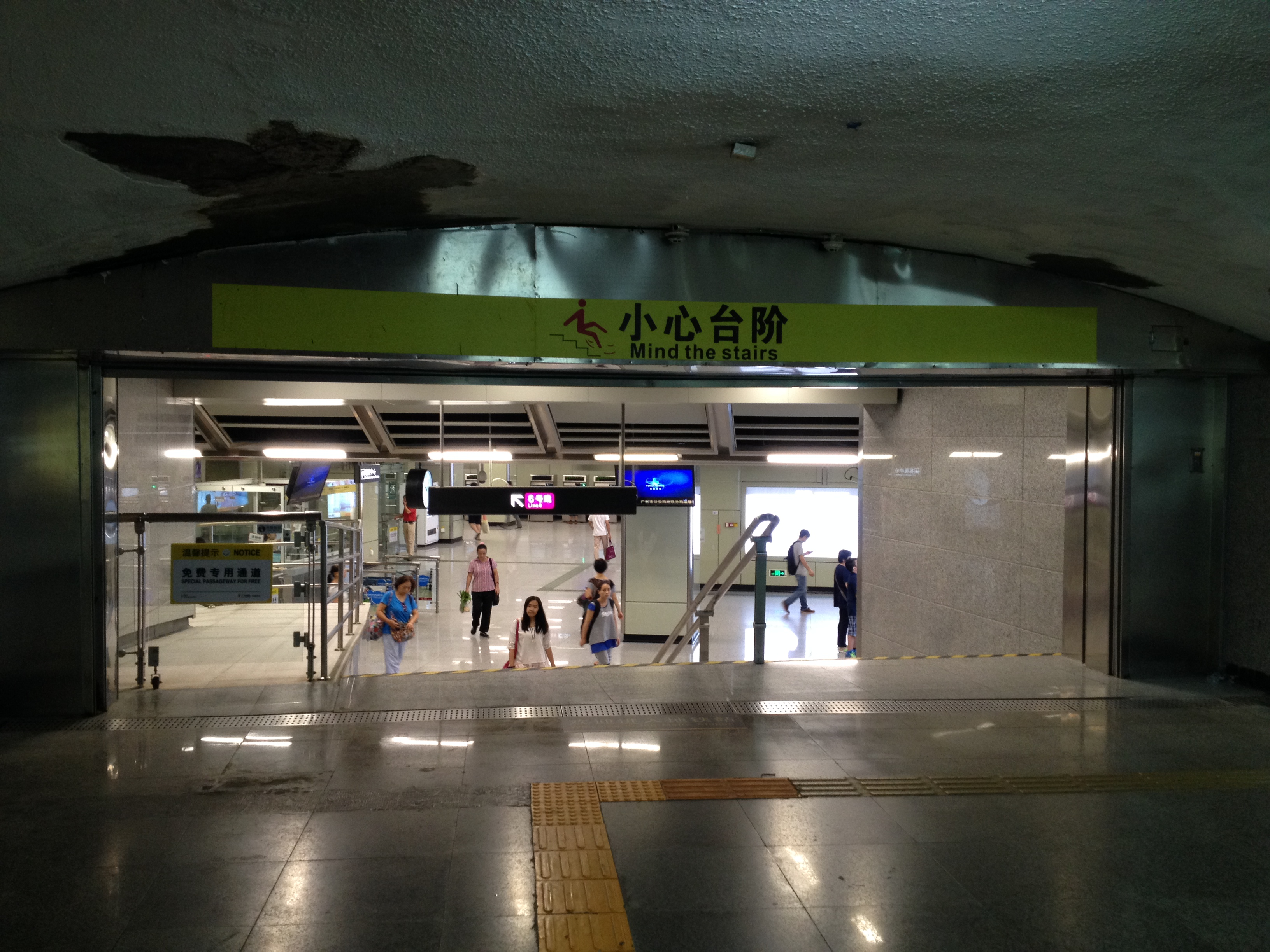
位于原A口附近的行人过街出入口

1998年12月，東山口人行隧道開工。該隧道與東山口站A出口及C出口直接相連，同時連通農林下路、中山二路、東華北路及署前路等附近道路。2000年1月完成结构和装修工程并通过验收。但由於消防报建等问题，輾轉至2001年12月才啟用。人行隧道啟用後，由於能直接通往地鐵車站，間接增大了東山口站的服務覆蓋範圍。
而在2013年底6號線啟用後，由於東山口站原A出口通道已成為換乘通道，劃入車站付費區，因此在換乘通道西端建起一道閘門，平時放下鐵閘分隔換乘通道與人行隧道，僅緊急時候開放供疏散。因此原連接A出口的一段人行隧道成為了斷頭路。但東山口站新設的F出口與人行隧道連通，附近數米即為人行隧道署前路出口。同時在原通往A出口的隧道前方也增設一個出口，直接連接6號線車站和人行隧道。